# Тан (кантон)
Тан (фр. Thann) — упразднённый кантон во Франции, в департаменте Верхний Рейн в регионе Эльзас в округе Тан.
До реформы 2015 года в состав кантона административно входили 11 коммун:
| Код INSEE | Коммуна           | Французское название   | Площадь, км² | Население, чел. (2012) |
| --------- | ----------------- | ---------------------- | ------------ | ---------------------- |
| 68012     | Аспак-ле-О        | Aspach-le-Haut         | 8,69         | 1472                   |
| 68040     | Битшвиллер-ле-Тан | Bitschwiller-lès-Thann | 12,64        | 1991                   |
| 68045     | Бурбак-ле-Ба      | Bourbach-le-Bas        | 6,04         | 605                    |
| 68115     | Гевенайм          | Guewenheim             | 8,55         | 1333                   |
| 68180     | Лембак            | Leimbach               | 3,57         | 838                    |
| 68206     | Мишельбак         | Michelbach             | 3,35         | 354                    |
| 68261     | Раммерсмат        | Rammersmatt            | 5,47         | 213                    |
| 68279     | Родерен           | Roderen                | 7,16         | 898                    |
| 68334     | Тан               | Thann                  | 12,51        | 7931                   |
| 68348     | Вьё-Тан           | Vieux-Thann            | 5,11         | 2895                   |
| 68372     | Виллер-сюр-Тур    | Willer-sur-Thur        | 18,0         | 1873                   |

По закону от 17 мая 2013 и декрету от 21 февраля 2014 года количество кантонов в департаменте Верхний Рейн уменьшилось с 31 до 17. Новое территориальное деление департаментов на кантоны вступило в силу во время выборов 2015 года. После реформы кантон был упразднён. Коммуна Гевенайм передана в состав кантона Мазво, остальные коммуны переданы в состав кантона Серне. Коммуна Аспак-ле-О упразднена и с 1 января 2016 года объединена с коммуной Мишельбак в новую коммуну Аспак-Мишельбак (кантон Серне) на основании Административного акта № 57 от 24 декабря 2015 года.

## Консулы кантона
| Период      | Консул         | Должность                   |
| ----------- | -------------- | --------------------------- |
| 1945 — 1976 | Modeste Zussy  | Мэр коммуны Тан (1945—1956) |
| 1976 — 1994 | Roland Ortlieb |                             |
| 1994 — 2015 | Michel Habib   |                             |